# 孙清简祠
孙清简祠是位于浙江省绍兴市的一处明代民居，位于古城南部的越城区府山街道偏门直街31号弄内。
此处原为明朝吏部尚书孙清简的住所。今存大厅、香火堂、东西厢楼。据载在在砌墙时曾发生地界争执，孙府主动退让，邻居赵侍郎家也退让四尺，于是形成太平弄。
1957年8月16日，孙清简祠公布为绍兴市第一批市级文物保护单位。
2009年，市文物部门投入上百万元，对孙清简祠进行修缮。2011年4月26日，有关部门对居住在孙清简祠内的居民搭建的不锈钢雨棚等100多平方米违章建筑，进行强制拆除。
2019年10月，越城区人民政府征收偏门直街31号弄内孙清简祠南侧、门厅周边，住宅8户，非住宅1户（小印刷厂），房屋面积约515.44平方米，进行偏门直街31号微更新项目。